# 2013年飓风英格丽德
飓风英格丽德（英語：Hurricane Ingrid）是2013年大西洋飓风季形成的第9场获得命名的风暴和第2场飓风，也是该季造成经济损失和人员伤亡最惨重的热带气旋。这场飓风同东太平洋的飓风曼努埃尔在24小时内先后吹袭墨西哥，是1958年后首次出现这种情况。系统于9月12日经墨西哥湾内的大规模扰动天气发展而成，这股扰动天气还在东太平洋催生出飓风曼努埃尔。系统起初向西逼近韦拉克鲁斯州，然后转向东北远离该州海岸。由于外界环境有利，气旋得以在9月14日达到飓风强度，再于次日达到风力时速140公里的最高强度。接下来风暴略朝西北转向，然后又略向西面偏移，对流在此期间因风切变增多而减弱。9月16日，英格丽德以强热带风暴强度从墨西哥东北部塔毛利帕斯州拉佩斯卡以南不远处登陆，最终于次日消散。
飓风英格丽德和曼努埃尔一共对墨西哥三分之二的地区构成影响，总计夺走192条人命，经济损失高达750亿墨西哥比索（2013年墨西哥比索，相当于同年的57亿美元）。大部分损失是由曼努埃尔造成，但英格丽德也直接造成至少32人丧生和价值200亿墨西哥h比索（相当于同年的15亿美元）的破坏。两场风暴共计产生1620亿立方米降水，足以装满墨西哥所有的水库。英格丽德在韦拉克鲁斯州图斯潘产生的降雨量最高，达511毫米。暴雨引发大面积洪灾，至少有1万4000套房屋，以及数以百计的道路和桥梁受损。气旋登陆的塔毛利帕斯州因降水导致庄稼受损，多条河流泛滥成灾。英格丽德的影响还延伸到德克萨斯州南部，当地海潮高涨，还出现一定程度洪灾。风暴过后，墨西哥政府宣布多个市镇进入紧急状态。多家救援机构向受灾最严重的地区提供食品及其它援助，但塔毛利帕斯州还是有部分居民不得不向当地墨西哥湾贩毒集团求援。由于两场风暴都造成重大损失，其名称“英格丽德”和“曼努埃尔”均予退役，以后永远都不会再在北大西洋或东太平洋热带气旋命名时使用。

## 气象历史
8月28日，一股东风波离开非洲西海岸并向西逐渐穿越大西洋，在此期间没有得到发展。9月2日，东风波北部沿线发展出对流区（即雷暴），但之后又被波多黎各以北的热带风暴加布里埃尔吸收。东风波继续西进，经加勒比海进入海面的大范围气旋性气流区，这片气流区经中美洲一直延伸到东太平洋。9月9日前后，广阔的系统发展出两片扰动天气区，其中位于东太平洋的之后会成为飓风曼努埃尔，另一个则在加勒比海西北部上空发展。加勒比海上空的天气系统缓慢组织，于9月11日发展出低气压区，接下来就进入尤卡坦半岛上空。受陆地影响，系统未能马上得到进一步发展，但坎佩切湾的环境有利于热带气旋形成。9月12日，低气压区进入坎佩切湾，经飓风猎人侦察机确认，系统内已有下层环流存在，美国国家飓风中心估计系统于协调世界时下午18点在韦拉克鲁斯东北偏东方向约280公里海域发展成本季第十号热带低气压。
9月13日，气旋内的对流增多，组织结构也有改善，美国国家飓风中心将热带低气压升级成热带风暴，并以“英格丽德”（Ingrid）命名。受弱转向气流影响，风暴的移动速度非常缓慢。。部分受到墨西哥东太平洋海岸附近的飓风曼努埃尔影响，英格丽德附近存在强烈风切变。但是，风暴还是在9月14日得以逐渐增强，不但拥有强劲对流，还间隔性地发展出风眼。当天下午，英格丽德强化成2013年大西洋飓风季的第二场飓风。与此同时，飓风因受墨西哥东部上空的低压槽和美国东南部上空的高压脊影响而突然大幅向东北转向。气旋接下来还有强化，于9月15日清晨达到风力时速140公里的最高强度，同时转向北上，开始向西北方向的墨西哥海岸逼近。
达到最高强度后，英格丽德在逼近墨西哥海岸期间因风切变增多而开始弱化。风暴中心逐渐转移到对流边缘，美国国家飓风中心气象学家丹尼尔·布朗（Daniel Brown）指出，从卫星图像上看，英格丽德此时已经不再是典型的飓风结构。9月16日上午11点15分左右，风速已降至每小时100公里的强烈热带风暴英格丽德从墨西哥东北部塔毛利帕斯州的拉佩斯卡（La Pesca）以南不远处登陆。经飓风猎人侦察机确认，气旋飞行高速层风速为每小时120公里，换算成地面风速后即可确认风暴正在减弱。热带风暴曼努埃尔在英格丽德登岸前不到24小时袭击墨西哥太平洋海岸上的米却肯州，这也是1958年后首次有两个热带气旋在24小时内分别吹袭该国太平洋和太平洋海岸。进入陆地上空后，英格丽德很快就降级成热带低气压，其中的对流虽然出现短暂发展，但环流还是在9月17日完全消散。

## 防灾措施和影响

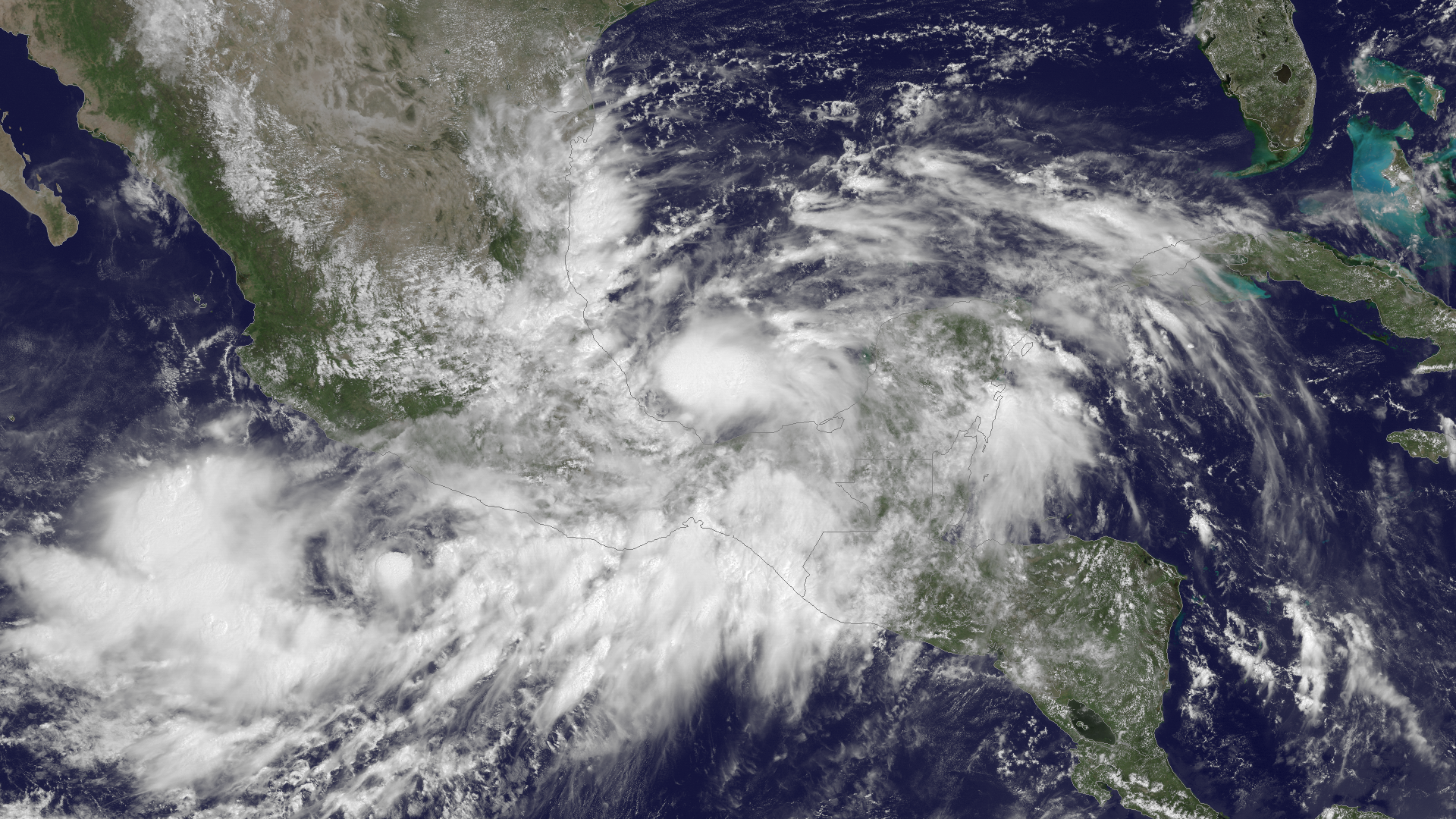
热带风暴英格丽德和曼努埃尔发展时的卫星图像，其中英格丽德的中心位于坎佩切湾上空，曼努埃尔在墨西哥西南部上空。

面对飓风威胁，有关部门发出多份热带气旋警告。英格丽德于9月12日晚上21点成为热带气旋时，墨西哥政府向韦拉克鲁斯州夸察夸尔科斯到瑙特拉（Nautla）之间地区发布热带风暴警告。9月13日下午15点，热带风暴警告的生效范围向北延伸到该州卡沃罗霍（Cabo Rojo），同时还向原警告范围以北直至塔毛利帕斯州拉佩斯卡之间地区发布热带风暴观察预警。卡沃罗霍到拉佩斯卡之间地区之后进入飓风警告生效状态，塔毛利帕斯州巴希亚阿戈多恩斯（Bahia Algodones）接获热带风暴观察预警。因气旋影响，墨西哥政府直接经营的墨西哥石油公司将墨西哥湾内3个石油平台上的工作人员撤离。塔毛利帕斯州有27个市镇的学校停课，全州所有学校的课程都一度临时取消。墨西哥国庆节的多项庆典活动因气旋威胁取消。受2010年开始的毒品战争的影响，塔毛利帕斯州的新闻自由受到限制，英格丽德来袭期间，该州预警系统工作人员使用告知公众洪灾、失踪人口及援助需求信息。
英格丽德存在早期就在韦拉克鲁斯州海岸沿线产生热带风暴强度大风，并且登陆期间也令墨西哥东北沿海地区受到热带风暴强度大风的冲击。拉佩斯卡测得的持续风速最高，为每小时80公里，阵风时速则达到105公里。美国国家飓风中心提醒，气旋很可能会令墨西哥东北海岸的潮汐高于正常水平，但事实上却没有任何数据支持这一论断。受墨西哥太平洋近海的飓风曼努埃尔和大范围气旋式气流影响，英格丽德使墨西哥东部普降暴雨，特别是塔巴斯科州、韦拉克鲁斯州和塔毛利帕斯州。韦拉克鲁斯州的图斯潘（Tuxpan）在前后10天里降下511毫米雨量，塔毛利帕斯州境内的普雷萨·比森特·格雷罗（Presa Vicente Guerrero）大坝也测得502毫米降水。风暴引起的地表径流一共延伸到墨西哥太平洋海岸，并同飓风曼努埃尔一起在格雷罗州引发洪灾。两场飓风一共产生1620亿立方米降水，足以装满该国所有的水库。
飓风英格丽德和曼努埃尔一共对墨西哥三分之二的地区构成影响。英格丽德的降水在墨西哥多地引发洪灾和山体滑坡，许多河流水位上涨，多个城镇与世隔绝。单韦拉克鲁斯州就有68条河因暴雨泛滥成灾，导致121条道路和31座桥梁受损，其中两座桥梁被毁，约1万4000套房屋受到一定程度破坏。强降雨的威胁迫使约2万3000人离开家园，其中约有9000人前往应急避难所暂避，部分生活在高危区域的居民还是由墨西哥陆军强制撤离。疏散的居民中没有前往避难所的大多赶到亲朋好友家暂避。韦拉克鲁斯州约有两万头牲畜因洪灾死亡。塔毛利帕斯州从拉佩斯卡到索托马里纳（Soto la Marina）之间的沿海地区受到破坏。帕努科河位于塔毛利帕斯州境内河段水位超过河岸，沿岸两座贫困镇被淹，邻近多条道路受到损伤，该州的高梁地也受到风暴破坏。州内还有两人的卡车被河水卷走，需要依靠外界救援脱困。
墨西哥各地共有32人因这场风暴丧生，其中大部分死于洪灾或泥石流。英格丽德和曼努埃尔一共在墨西哥夺走192条人命，还造成价值750亿墨西哥比索（2013年墨西哥比索，相当于同年的57亿美元）的巨额损失。大部分人员伤亡和财产损失都是由曼努彻尔引起，但据怡安集团统计，英格丽德导致的经济损失总额估计还是有200亿墨西哥比索（相当于同年的15亿美元），其中投保财产的破坏总额也有30亿墨西哥比索（相当于同年的2.3亿美元）。伊达尔戈州和普埃布拉州共有7人死亡，其中3人乘坐的汽车在路上被洪水卷走，另外3人则同所住的房屋一起被泥石流掩埋，伊达尔戈州另外还有1名女性因房屋倒塌丧生。韦拉克鲁斯州的阿托坦加（Altotonga）有辆客车遭遇山体滑坡，导致12人遇难，塔毛利帕斯州也有3人死亡。
气旋边缘延伸进入德克萨斯州南部，产生热带风暴强度阵风，降雨量在25到75毫米左右。沿海地区出现雷暴天气和高涨的海潮，0.76米高的风暴潮引发沿海地区洪灾，多个海滩被迫关闭。

## 善后
在飓风英格丽德和曼努埃尔的双重打击下，墨西哥政府宣布韦拉克鲁斯州、塔毛利帕斯州、恰帕斯州、瓦哈卡州、格雷罗州和奇瓦瓦州的共计155个市镇进入紧急状态。该国卫生部建议居民将水煮沸后再饮用，并从全国各地调派医疗工作组赶赴灾区，防止疾病传播。政府官员在塔毛利帕斯州开设多个避难所，容留房屋受损的居民，风暴过后的几周里，共有约2000人在此暂住。墨西哥粮食银行向受灾最严重的格雷罗州、韦拉克鲁斯州和锡那罗亚州部分地区送去约800吨食品。此外，墨西哥红十字会单向韦拉克鲁斯州就提供了186吨食品。志愿者还向该州帕努科（Pánuco）送去约600张毛毯。风暴过去后，墨西哥民防协调部门获得授权，禁止在有发生泥石流或洪灾风险的地方建筑房屋，该法早在2012年就已通过，但没有获得执行权。塔毛利帕斯州部分居民对援助物资发放和运送进度太慢深感不满。墨西哥湾贩毒集团于是向阿尔达马（Aldama）送去救灾物资。墨西哥《环球报》专栏作家对此表示，此举是贩毒集团在主动向当地居民示好。

### 退役
由于这场风暴在墨西哥造成大量人员伤亡和重大财产损失，世界气象组织于2014年春将其名称“英格丽德”退役，今后永远都不会再在北大西洋热带气旋命名时采用。用来取代的新名称是“伊梅尔达”（Imelda），计划在2019年大西洋飓风季首度启用。一同退役的名称还有“曼努埃尔”（Manuel），今后不会再在东太平洋热带气旋命名时采用，以“马里奥”（Mario）代替。